# خفض الضرائب
التخفيض الضريبي (بالإنجليزية: Tax cut)‏، يمثل انخفاضًا في المبلغ المالي الذي يدفعه دافعي الضرائب، والذي يذهب إلى الإيرادات الحكومية. وبالتالي فإن التخفيضات الضريبية، تقلل من إيرادات الحكومة، وتزيد من الدخل المتاح لدافعي الضرائب.
ونظرًا لأنه يترك المستهلكين بدخل أكثر قابلية للإنفاق منه، فإن التخفيضات الضريبية هي مثال على السياسة المالية التوسعية. كما تشمل التخفيضات الضريبية أيضًا، مزايا ضريبية أخرى مثل الإعفاء الضريبي، والخصومات، والتسويات.
تعتمد كيفية تأثير التخفيض الضريبي على الاقتصاد، على الضريبة التي يتم تخفيضها. من المرجح أن تزيد السياسات التي تزيد الدخل المتاح للأسر ذات الدخل المنخفض، والمتوسط من الاستهلاك الكلي، وبالتالي «تحفز الاقتصاد».
تعزز التخفيضات الضريبية بمعزل عن غيرها الاقتصاد، لأنها تزيد الاقتراض الحكومي. ومع ذلك، غالبًا ما تكون مصحوبة بتخفيضات في الإنفاق الحكومي أو تغييرات في السياسة النقدية، يمكن أن تعوض آثارها التحفيزية.